# Diocesi di Balsas
La diocesi di Balsas (in latino Dioecesis Balsensis) è una sede della Chiesa cattolica in Brasile suffraganea dell'arcidiocesi di São Luís do Maranhão. Nel 2022 contava 207.600 battezzati su 310.000 abitanti. È retta dal vescovo Valentim Fagundes de Meneses, M.S.C.

## Territorio
La diocesi si situa nella parte meridionale dello stato brasiliano di Maranhão.
Sede vescovile è la città di Balsas, dove si trova la cattedrale del Sacro Cuore di Gesù.
Il territorio si estende su 66.025 km² ed è suddiviso in 18 parrocchie, istituite nei seguenti comuni: Balsas, Mirador, Sucupira do Norte, São Félix de Balsas, Loreto, Sambaíba, São Raimundo das Mangabeiras, Tasso Fragoso, Fortaleza dos Nogueiras, Alto Parnaíba, Pastos Bons, Riachão, Paraibano, Nova Iorque, Benedito Leite e São Domingos do Azeitão.

## Storia
La prelatura territoriale di Santo Antônio de Balsas fu eretta il 20 dicembre 1954 con la bolla Quo modo sollemne di papa Pio XII, ricavandone il territorio dalla diocesi di Caxias do Maranhão.
Il 22 giugno 1968 per effetto del decreto Spirituali christifidelium della Congregazione per i vescovi il territorio della prelatura territoriale si ampliò, incorporando i comuni di Mirador, Nova Iorque, Paraibano, Pastos Bons e Sucupira do Norte dalla diocesi di Caxias do Maranhão.
Il 3 ottobre 1981 la prelatura territoriale è stata elevata a diocesi con la bolla Institutionis propositum di papa Giovanni Paolo II e ha assunto il nome attuale.

## Cronotassi dei vescovi
Si omettono i periodi di sede vacante non superiori ai 2 anni o non storicamente accertati.
- Sede vacante (1954-1959)

- Diego Parodi, M.C.C.I. † (9 maggio 1959 - 25 marzo 1966 nominato vescovo ausiliare di Perugia)[3]
- Rino Carlesi, M.C.C.I. † (12 gennaio 1967 - 15 aprile 1998 ritirato)
- Gianfranco Masserdotti, M.C.C.I. † (15 aprile 1998 succeduto - 17 settembre 2006 deceduto)
- Enemésio Ângelo Lazzaris, F.D.P. † (12 dicembre 2007 - 2 febbraio 2020 deceduto)
- Valentim Fagundes de Meneses, M.S.C., dal 29 luglio 2020

## Statistiche
La diocesi nel 2022 su una popolazione di 310.000 persone contava 207.600 battezzati, corrispondenti al 67,0% del totale.
| anno | popolazione | popolazione | popolazione | presbiteri | presbiteri | presbiteri | presbiteri                | diaconi | religiosi | religiosi | parrocchie |
| anno | battezzati  | totale      | %           | numero     | secolari   | regolari   | battezzati per presbitero | diaconi | uomini    | donne     | parrocchie |
| ---- | ----------- | ----------- | ----------- | ---------- | ---------- | ---------- | ------------------------- | ------- | --------- | --------- | ---------- |
| 1965 | 98.000      | 100.000     | 98,0        | 23         |            | 23         | 4.260                     |         | 30        | 8         | 7          |
| 1970 | 165.000     | 167.000     | 98,8        | 25         |            | 25         | 6.600                     |         | 33        | 15        | 10         |
| 1976 | 166.000     | 170.000     | 97,6        | 23         |            | 23         | 7.217                     |         | 29        | 19        | 10         |
| 1980 | 176.000     | 190.000     | 92,6        | 19         | 2          | 17         | 9.263                     |         | 22        | 30        | 13         |
| 1990 | 224.000     | 240.000     | 93,3        | 17         | 7          | 10         | 13.176                    |         | 19        | 41        | 13         |
| 1999 | 20.000      | 60.000      | 33,3        | 14         | 7          | 7          | 1.428                     | 21      | 14        | 43        | 4          |
| 2000 | 20.000      | 60.000      | 33,3        | 14         | 7          | 7          | 1.428                     | 21      | 14        | 43        | 4          |
| 2001 | 170.000     | 234.585     | 72,5        | 18         | 13         | 5          | 9.444                     |         | 11        | 34        | 16         |
| 2002 | 171.000     | 235.578     | 72,6        | 22         | 14         | 8          | 7.772                     | 1       | 14        | 37        | 18         |
| 2003 | 171.000     | 235.578     | 72,6        | 26         | 18         | 8          | 6.576                     | 2       | 14        | 36        | 16         |
| 2004 | 171.000     | 235.578     | 72,6        | 25         | 19         | 6          | 6.840                     | 2       | 13        | 20        | 16         |
| 2006 | 172.710     | 237.944     | 72,6        | 27         | 19         | 8          | 6.396                     | 2       | 13        | 36        | 17         |
| 2012 | 193.000     | 287.000     | 67,2        | 27         | 22         | 5          | 7.148                     | 2       | 8         | 20        | 17         |
| 2015 | 197.700     | 293.500     | 67,4        | 26         | 22         | 4          | 7.603                     | 2       | 11        | 21        | 17         |
| 2018 | 201.500     | 301.000     | 66,9        | 27         | 23         | 4          | 7.462                     | 2       | 11        | 21        | 17         |
| 2020 | 204.000     | 305.500     | 66,8        | 27         | 23         | 4          | 7.555                     | 2       | 11        | 21        | 17         |
| 2022 | 207.600     | 310.000     | 67,0        | 23         | 23         |            | 9.026                     | 2       | 9         | 10        | 18         |